# Уолтон (округ, Флорида)
Уо́лтон (англ. Walton county) — округ штата Флорида Соединённых Штатов Америки. На 2000 год в нем проживал 40 601 человек. По оценке бюро переписи населения США в 2008 году население округа составляло 53 837 человек. Окружным центром является город Де-Фьюниак-Спрингс. В округе Уолтон находится самая высокая точка Флориды — Бриттон-Хилл, с высотой 106 метров.

## История
Округ Уолтон был сформирован в 1824 году. Он был назван в честь Джорджа Уолтона, секретаря территории Флориды с 1821 по 1826 года.